# 白山市立美川中学校

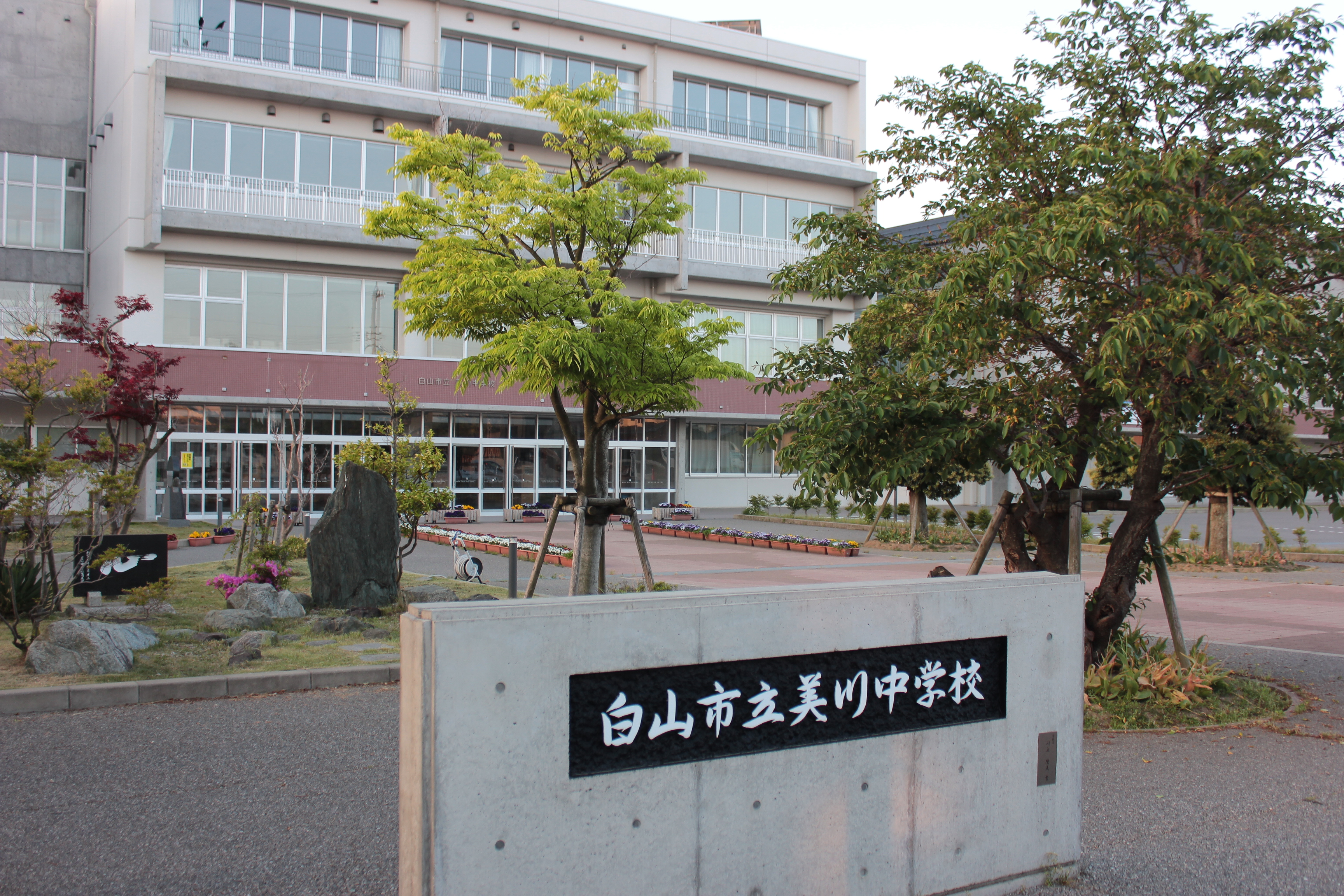
校門付近

白山市立美川中学校（はくさんしりつ みかわちゅうがっこう）は、石川県白山市にある公立中学校。

## 歴史
- 1947年（昭和22年）4月 - 美川町立美川小学校の東側に美川町立美川中学校が開校[2]。
- 1951年（昭和26年）1月 - 美川町・蝶屋村・湊村の1町2村による美川町外2ヶ村中学校組合立美川中学校に改称[2]。現在地に移転[2]。
- 1954年（昭和29年）11月 - 美川町・蝶屋村・湊村が合併して美川町が発足したことで美川町立美川中学校に改称[2]。
- 1971年（昭和46年）1月 - 全日本科学教育振興委員会が主催する日本学生科学賞で最優秀賞（科学技術庁長官賞）を受賞[2]。
- 1999年（平成11年）10月 - 創立50周年記念式典を挙行[2]。
- 2005年（平成17年）2月 - 合併によって白山市が発足したことで白山市立美川中学校に改称[2]。
- 2014年（平成26年）1月 - 新校舎が竣工[2]。

## 通学区域
2021年6月時点
- 美川南町、美川本吉町、美川中町、美川北町、美川新町、美川永代町、美川今町、美川神幸町、美川浜町、美川末広町、美川和波町、長屋町、手取町、井関町、末正町、西米光町、鹿島町、平加町、蓮池町、鹿島平、湊町、水島町（ただし、1015、1016番地のみ。）[3]

## 進学前小学校
- 美川小学校
- 蝶屋小学校
- 湊小学校

## 部活動
隣接する美川総合スポーツセンターは美川中学校の体育館も兼ねている。バドミントン部は石川県屈指の強豪として知られ、全国中学校バドミントン大会では以下の成績を残している。
- 1988年（昭和63年） - 男子ダブルス準優勝
- 1996年（平成8年） - 女子団体3位
- 2000年（平成12年） - 女子団体2位
- 2003年（平成15年） - 女子団体ベスト8
- 2015年（平成27年） - 女子団体ベスト8
- 2016年（平成28年） - 女子団体3位
- 2018年（平成30年） - 男子ダブルスベスト8

## 出身著名人
- 小野菜保 - バドミントン選手。再春館製薬所所属[4]。